# 오쿠산쥐
오쿠산쥐(Lamottemys okuensis)는 쥐과에 속하는 설치류의 일종이다. 오쿠산쥐속(Lamottemys)의 현존하는 유일종이다. 카메룬에서만 발견된다. 자연 서식지는 아열대 또는 열대 기후 지역의 습윤 산지림이다. 서식지 감소로 위협을 받고 있다.